# Яраткулова
Яратку́лова — деревня в Аргаяшском районе Челябинской области. Административный центр Яраткуловского сельского поселения. Согласно переписи 2020 года население составляло 1030 человек.
Ближайшие населённые пункты — деревни Саитова, Куянбаева и Ялтырова. Яраткулова расположена на дороге «Челябинск — Яраткулова». Через деревню протекает река Сырыелга.

## Население
| 2002 | 2010  |
| ---- | ----- |
| 1196 | ↘1139 |

Согласно переписи 2002 года, преобладающая национальность — башкиры (94 %).
По данным Всероссийской переписи, в 2010 году численность населения посёлка составляла 1139 человек (542 мужчины и 597 женщин).

## Улицы
Уличная сеть деревни состоит из 11 улиц.